# 雷登
雷登是德国下萨克森州的一个市镇。总面积33.34平方公里，总人口1794人，其中男性913人，女性881人（2011年12月31日），人口密度54人/平方公里。